# XVIIe législature de l'Assemblée de la Polynésie française
17 mai 2018 - 10 mai 2023
(4 ans, 11 mois et 24 jours)
XVIe législature XVIIIe législature
La XVIIe législature de l'Assemblée de la Polynésie française est un cycle parlementaire français qui s'ouvre le 17 mai 2018, à la suite des élections territoriales de 2018. Le parti du président Édouard Fritch, Tapura huiraatira, détient la majorité des représentants élus à l'Assemblée de la Polynésie française, avec le groupe du Tapura.

## Contexte

### Campagne
Au cours de la campagne, le parti du président sortant Édouard Fritch concentre son programme sur la consolidation de l'économie, notamment les principaux secteurs que sont le tourisme et les produits de la mer, déclarant que la Polynésie est « sur la voie du redressement », l'archipel ayant été frappé par plus d’une décennie de crise économique. Il prévoit ainsi un « plan d'urgence sociale » pour les plus démunis.
Dans l'opposition, Gaston Flosse propose un programme en douze mesures visant principalement les couches modestes, telles une baisse des prix des transports en commun, des coûts des abonnements à Internet, ou encore la gratuité des cantines scolaire. Le maintien de l’âge de départ à la retraite à 60 ans est également mis en avant, s'inscrivant en opposition aux intentions du gouvernement de le porter à 62 ans en raison du déficit de la caisse de retraites.
Les indépendantistes d'Oscar Temaru maintiennent leur demande d'un référendum d'autodétermination portant sur le statut du territoire, prenant exemple sur celui organisé la même année en Nouvelle-Calédonie. Tavini huiraatira demande également que l'État français prenne en charge le coût des conséquences sanitaires des essais nucléaires et indemnise les familles des vétérans du Centre d’expérimentation du Pacifique décédés de maladies dues aux radiations lors des essais nucléaires français.
Au cours de la campagne, il est notamment fait recours au largage de caisses de bulletins de vote par avion sur plusieurs îles parmi les plus petites et isolées de l'archipel. Telle Rapa, 500 habitants, ne disposant d'aucune piste d'aéroport et d'un ravitaillement mensuel par bateau.
L'entre deux tours est marquée par la fuite dans la presse de l'échec d'une tentative de rapprochement entre Gaston Flosse et Oscar Temaru, que le porte-parole du gouvernement Tapura huiraatira, Jean-Christophe Bouissou, se fait fort de monter en épingle, les dirigeants des deux formations ayant affirmé à de nombreuses reprises leur refus d'une telle alliance. Le mandataire administratif et financier du Tavini Huiraatira, Étienne Chimin, reconnait qu'une ultime tentative d’accord a eu lieu à la mi-journée, en présence des deux dirigeants et à l’invitation du Tahoera’a Huiraatira. Le dépôt de la liste de ce dernier aurait ainsi eu lieu vingt minutes avant l'heure limite légale du fait de ces tractations. Réunissant une conférence de presse, Bouissou fustige la tentative « La question a été posée [au cours des débats], directement. Question très simple : Allez-vous vous rapprocher, éventuellement fusionner ? Ils ont répondu non. Ils ont menti à la population. C’est ça la réalité de leur politique : ils sont capables de mentir pour gagner. Donc en réalité, la fin justifie les moyens.[...] Changer littéralement d’objectif, sur le plan idéologique, montre qu’en réalité ils ne considèrent pas les principes qui les animent comme étant quelque chose de fondamental. »

### Résultats
À l'issue du scrutin, les autonomistes de centre droit du Tapura huiraatira remportent 38 sièges, les gaullistes anti-indépendantistes du Tahoeraa huiraatira remportent 11 sièges et les indépendantistes de gauche du Tavini huiraatira remportent 8 sièges.
Dans la soirée, Édouard Fritch s'exprime devant les caméras « Par  votre confiance, vous avez voté pour la paix et la stabilité de la Polynésie française. Je suis fier de vous, de votre choix. Par votre confiance, vous avez fait gagner la Polynésie. Le message que je retiendrai de ce scrutin : vous avez choisi le réalisme, vous avez choisi l’autonomie et non l'indépendance, vous avez choisi le développement et non l’assistanat. Pour manifester cette confiance, vous avez fait le choix de donner une majorité au Tapura (...) Cette majorité sera une majorité de travail, une majorité au service de l’intérêt du service général, une majorité qui mettra en œuvre le programme de la campagne (...) J’appelle les élus de quelque partis qu’ils soient de se rassembler pour lever ensemble le Pays. ».

## Composition de l'exécutif

### Président de la Polynésie française
Le président de la Polynésie française, Édouard Fritch, est réelu au premier tour avec 39 voix sur 57 par l'Assemblée au premier tour le 18 mai 2018.

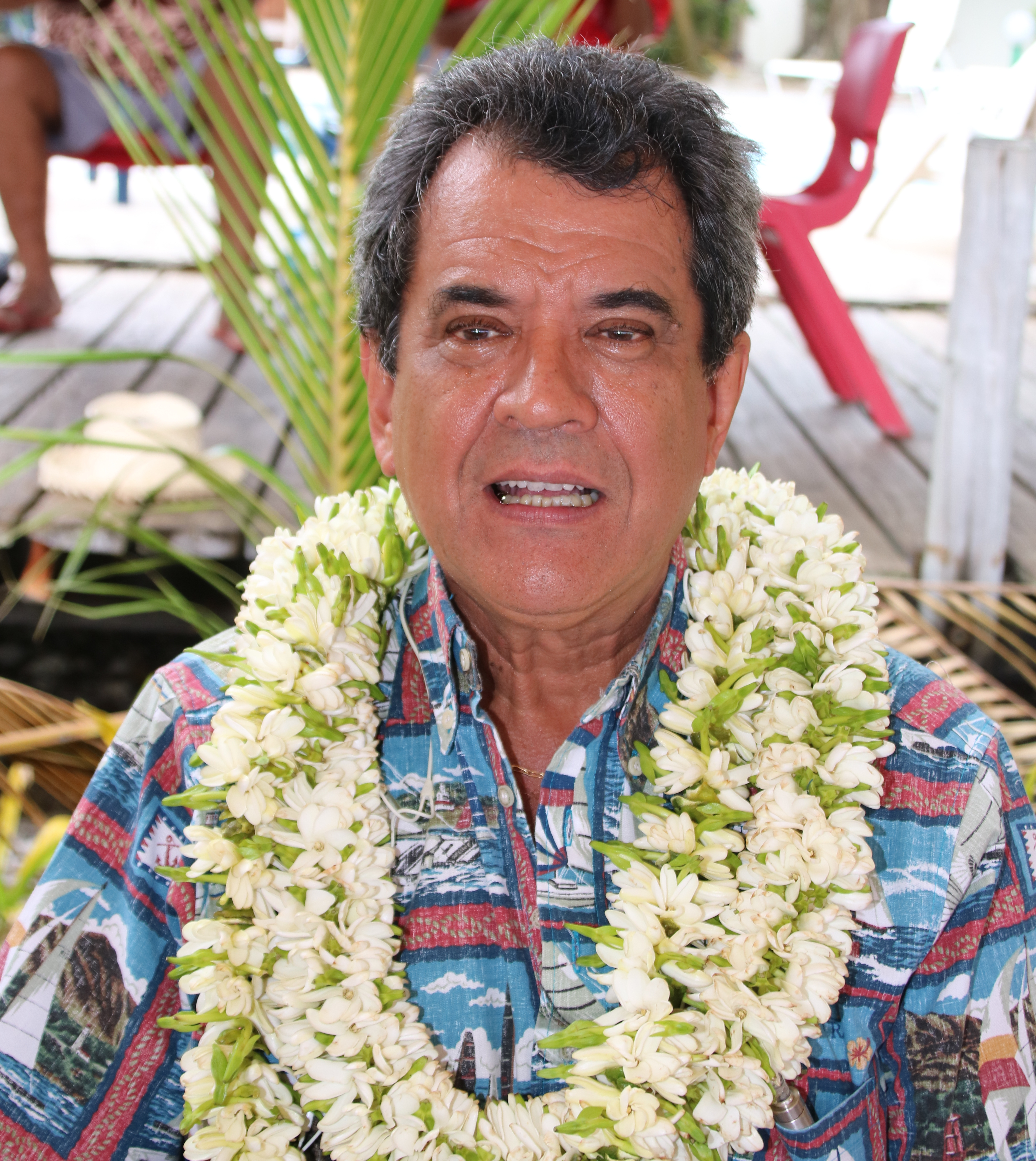
Édouard Fritch, président de la Polynésie depuis le 13 septembre 2014.

### Gouvernement
| Gouvernement | Gouvernement | Gouvernement           | Dates (Durée)                                         | Partis            | Président                          | Composition initiale |
| ------------ | ------------ | ---------------------- | ----------------------------------------------------- | ----------------- | ---------------------------------- | -------------------- |
|              |              | Gouvernement Fritch IV | 23 mai 2018 -12 mai 2023 (4 ans, 11 mois et 19 jours) | Tapura huiraatira | Édouard Fritch (Tapura huiraatira) | 11 ministres         |

## Composition de l'Assemblée

### Bureau de l'Assemblée
Le Bureau de l'Assemblée est composé du président, des 3 vice-présidents, des 3 questeurs ainsi que de 3 secrétaires.
| Fonction            | Titulaire | Titulaire             | Circonscription    | Groupe |
| ------------------- | --------- | --------------------- | ------------------ | ------ |
| Président           |           | Gaston Tong Sang      | Îles Sous-le-Vent  | Tapura |
| 1re vice-présidente |           | Sylvana Puhetini      | Îles du Vent       | Tapura |
| 2e vice-président   |           | Teina Maraeura        | Îles Tuamotu Ouest | Tapura |
| 3e vice-président   |           | Frédéric Riveta       | Îles Australes     | Tapura |
| Questeurs           |           | Dylma Aro             | Îles du Vent       | Tapura |
| Questeurs           |           | Teura Tarahu-Atuahiva | Îles du Vent       | NI     |
| Questeurs           |           | Vaiata Perry-Friedman | Îles du Vent       | Tapura |
| Secrétaires         |           | Béatrice Lucas        | Îles du Vent       | Tapura |
| Secrétaires         |           | Teura Iriti           | Îles du Vent       | Tapura |
| Secrétaires         |           | Minarii Galenon       | Îles du Vent       | Tavini |

### Présidence de groupe
| Groupe parlementaire | Groupe parlementaire       | Président | Président                                                                                      | Sièges  |
| -------------------- | -------------------------- | --------- | ---------------------------------------------------------------------------------------------- | ------- |
|                      | Tapura huiraatira          |           | Sylvana Puhetini (entre mai et juin 2018) Tepuaraurii Teriitahi (10 juin 2018)-(31 avril 2023) | 35 / 57 |
|                      | Tavini huiraatira          |           | Antony Géros                                                                                   | 11 / 57 |
|                      | A here ia Porinetia (AHIP) |           | Nicole Sanquer                                                                                 | 7 / 57  |

### Groupes parlementaires
| Groupe parlementaire de l'Assemblée | Groupe parlementaire de l'Assemblée | Groupe parlementaire de l'Assemblée | Groupe parlementaire de l'Assemblée | Début de la législature (2018) | 2019 | 2020 | 2021 | 2022 | nov-déc 2022 | Fin de la législature (2023) |
| ----------------------------------- | ----------------------------------- | ----------------------------------- | ----------------------------------- | ------------------------------ | ---- | ---- | ---- | ---- | ------------ | ---------------------------- |
|                                     | Tapura huiraatira                   | Tapura huiraatira                   | Tapura huiraatira                   | 38                             | 39   | 36   | 38   | 40   | 35           | 35                           |
|                                     | Tavini huiraatira                   | Tavini huiraatira                   | Tavini huiraatira                   | 8                              | 8    | 8    | 8    | 9    | 10           | 10                           |
|                                     | A here ia Porinetia                 | A here ia Porinetia                 | A here ia Porinetia                 |                                |      | 6    | 0    | 7    | 8            | 8                            |
|                                     | Tahoeraa huiraatira                 | Tahoeraa huiraatira                 | Tahoeraa huiraatira                 | 11                             | 9    | 7    | 8    | 0    | 0            | 0                            |
|                                     | Non-inscrit                         | Non-inscrit                         | Non-inscrit                         |                                | 1    | 0    | 3    | 1    | 4            | 4                            |
| Total                               | Total                               | Total                               | Total                               | 57                             | 57   | 57   | 57   | 57   | 57           | 57                           |

Au 17 mai 2018.
En 2019.
En 2020.
En 2021.
En 2022.